# Keira Maameri
Keira Maameri est une réalisatrice française, auteure de documentaires explorant la place des artistes issus des classes populaires dans le monde de la culture.   

## Biographie
Née à Maameria en Algérie, Keira Maameri arrive en France à l’âge d’un an avec ses parents. Son père, cariste, et sa mère, employée dans une cantine, s’installent avec leurs enfants à Longjumeau. Elle décrit son enfance de « normale » mais reconnait que sa scolarisation en centre-ville, dans une ville voisine, lui a donné « un parcours atypique et un champ de possibilités » .
Elle s’intéresse au cinéma et est initiée à la musique hip-hop par son frère ainé, Hamid, qui lui fait découvrir IAM. Après son baccalauréat, l’Université Paris-VIII refuse de l'inscrire à son programme de cinéma. En effet, le Président de l’Université est persuadé qu’une étudiante habitant l’Essonne abandonnera la formation basée à Saint-Denis en cours d’année. Elle organise un sit-in devant l’administration, obtient son inscription et décroche un Master en cinéma.
La culture hip-hop imprègne son travail, notamment ses trois premiers documentaires. Elle déclare à ce sujet : « C’est mon amour pour le cinéma et pour le hip-hop qui fait que j’en suis là aujourd’hui, à faire du documentaire sur des MCs ou sur la culture. Certes je ne parle pas que de hip-hop avec eux dans mes films, mais j’ai besoin de leur donner la parole ».
C'est au cours de ses études qu'elle réalise son premier documentaire, A nos absents (2001), où elle explore le thème de la mort et du deuil dans les textes de chansons.
En 2020, elle lance le podcast And They Still Don't Know My Name !

## Productions
Proche de ses sujets, Keira Maameri dresse des portraits intimes d’artistes et d’écrivains des classes populaires afin de déconstruire les stéréotypes dont ils sont victimes. Pour elle, « quel que soit l’univers choisi, [...] ce qui est important, c’est de donner à entendre une voix qu’on n’entend pas ». D’ailleurs, elle refuse d’être filmée ou prise en photo, et préfère rester derrière la caméra pour mettre la lumière sur ses sujets.
'On s’accroche à nos rêves
Dans le documentaire On s’accroche à nos rêves (2005), Maameri explore le parcours de quatre femmes de la mouvance hip-hop. Il s’agit de Lady Alézia (graffiti), Dj Pom (deejay), Magali (danse) et Princess Aniès (rap). La réalisatrice donne une vision différente de ce monde dans lequel les femmes arrivent, avec leur seul talent, à s’imposer dans un milieu dominé par les hommes. Elles sont « des DJs, des danseuses, des rappeuses qui font que les hommes les considèrent parce qu’elles font avancer la culture, comme Casey, Sté Strausz, Ladéa ou Diam’s en son temps. Ils peuvent dire qu’ils n’aiment pas, mais pas qu’elles n’assurent pas ».
Don’t Panik
Le documentaire montre l’influence de la foi sur la production musicale de rappeurs ouvertement musulmans. Maameri s’intéresse à six rappeurs de six pays différents, qui revendiquent leur foi dans leurs textes. Il s’agit de A.D.L. (Suède), Duggy Tee (Sénégal), Hasan Salaam (États-Unis), Manza (Belgique), Médine (France) et Youss (Algérie). Ces rappeurs refusent que leurs productions artistiques soient essentialisées à leur foi musulmane.
Le titre du documentaire est un clin d’œil à l’Album Arabian Panther (2008) de Médine et au titre de la chanson Don’t Panik.
Nos plumes
Dans Nos plumes, Maameri s’intéresse à l’émergence d’une « nouvelle vague » d’écrivains et bédéistes, issus de milieux populaires. Il s’agit de Faïza Guène, Rachid Djaïdani, Rachid Santaki, Berthet One et El Diablo. La documentariste questionne la réception stéréotypée des œuvres et des auteurs. Pour le chercheur Karim Hammou, ce documentaire illustre « avec sensibilité les dilemmes d’une activité littéraire qui s’affronte à des formes de particularisation, de cloisonnement, de « malentendus » ». Pour Surl, « avec cinq portraits subtils et touchants de sincérité, le documentaire prend le contre-pied des propos habituels. Rare est la mise en lumière de ces points de vue internes, aucunement plaintifs et élégamment éclairants ». 
Mame-Fatou Niang explique que « Maameri dévoile les dessous de créations artistiques dont le positionnement entre ici et ailleurs met en évidence les bégaiements de notre société. Ces écrivains et artistes issus de banlieues sont primés, reconnus, mais surtout enfermés dans un carcan médiatique ». D'ailleurs, le documentaire, initialement titré « Carcans », a été renommé « Nos plumes ». Dans le cadre du festival Oh les beaux jours !, Maameri déclare que le pronom possessif « Nos » du titre est une invitation inclusive à s’approprier les œuvres de ces écrivains. « Le « nous », c’est tout le monde qui peut l’inclure. [...] ce sont les plumes de la France ».

## Financements
Keira Maameri déplore le manque de diversité des projets financés par le CNC. « L’argent pour le septième art vient du CNC, et celui-ci appartient à toute(s) les Français(es). Alors pourquoi n’est-il pas réparti entre chacun et chacune ? ». Elle finance sur fonds propres ses documentaires, ce qui prolonge le temps de production. De plus, elle projette ses œuvres dans des salles indépendantes, des établissements culturels ou encore lors de festivals. Les recettes de ces projections lui permettent de produire avec, dit-elle, une « économie proche de zéro ». Maameri estime que le format du documentaire est le « parent pauvre » de l’univers cinématographique. Ses documentaires sont produits grâce à la structure Derniers de la classe productions et avec l'aide de la monteuse Hélène Amétis, que Maameri qualifie de « sœur » de cinéma. 
Depuis la sortie de Nos plumes, la réalisatrice ne souhaite plus s’autoproduire. « Après 4 films, je n’ai plus d’énergie pour réaliser des films autoproduits. Les subsides ne me sont jamais accordés et il est impossible de savoir pourquoi. Il m’a fallu plus de 5 ans pour réaliser le documentaire Nos plumes. C’est beaucoup trop long sans aide. Je pense que c’est vrai lorsqu’on dit que le nerf de la guerre, c’est l’argent ».

## Documentaires
- 2001 : A nos absents (45 min)
- 2005 : On s’accroche à nos rêves (45 min)
- 2010 : Don’t Panik (1h30)
- 2016 : Nos plumes (1h23)